# Teodor Cetys
Teodor Cetys ps. Sław, Wiking i in. (ur. 27 lipca 1908 w Warszawie, zm. 17 marca 1993 w Otwocku) – polski wojskowy i inżynier budownictwa lądowego, major dyplomowany saperów Wojska Polskiego, uczestnik kampanii wrześniowej, francuskiej (1940) i operacji Ostra Brama, cichociemny.

## Okres wojskowy
W latach 1929–1932 był podchorążym Szkoły Podchorążych Inżynierii w Warszawie. 7 sierpnia 1932 roku prezydent RP mianował go podporucznikiem ze starszeństwem z dniem 15 sierpnia 1931 roku i 2. lokatą w korpusie oficerów inżynierii i saperów, a minister spraw wojskowych wcielił do 3 batalionu saperów w Wilnie na stanowisko dowódcy plutonu. W 1938 roku zdał egzamin do Wyższej Szkoły Wojennej na rocznik 1939/1940.
W kampanii wrześniowej był dowódcą 3 kompanii 29 batalionu saperów. Po kapitulacji w II bitwie tomaszowskiej uciekł z niewoli niemieckiej i przedostał się do Francji, gdzie między innymi był dowódcą kompanii szkolnej w Centrum Wyszkolenia Saperów podczas kampanii francuskiej. Po klęsce Francji przedostał się do Wielkiej Brytanii, gdzie przeszedł kurs Wyższej Szkoły Wojennej w Londynie i otrzymał tytuł oficera dyplomowanego. Po przydziale do III Oddziału Sztabu Naczelnego Wodza odbył kurs dla cichociemnych. Zrzucony w nocy 8/9 kwietnia 1942 roku (w ramach operacji „Cravat”) do Polski koło Łowicza. Uzyskał przydział od KG AK do Okręgu AK Wilno, gdzie przybył w czerwcu 1942 roku. Pełnił tam służbę początkowo jako szef Oddziału III Sztabu Okręgu, a od połowy czerwca 1943 roku był równocześnie zastępcą szefa sztabu komendy okręgu, wreszcie od czerwca 1944 roku szefem sztabu oddziałów polowych połączonych Okręgów Wileńskiego i Nowogrodzkiego. Tę funkcję pełnił w czasie uderzenia oddziałów AK na Wilno w nocy z 6 na 7 lipca 1944 roku w ramach operacji Ostra Brama.
Za działania w czasie operacji Ostra Brama został wyróżniony orderem Virtuti Militari. Wkrótce potem – wraz ze swym dowódcą płk. Aleksandrem Krzyżanowskim „Wilkiem” rozbrojony i aresztowany (sam określał siebie jako „internowany”) przez władze wojskowe ZSRR. Więziony był początkowo w Wilnie, a potem w Ostaszkowie. Z tego obozu podjął długą, lecz nieudaną ucieczkę w kierunku Polski, schwytany i uwięziony ponownie w Ostaszkowie oraz innych obozach. Zwolniony pod koniec lipca 1948 roku przybył do punktu repatriacyjnego na Podlasiu, gdzie zataił swoją wojskową przeszłość.
Wydawnictwo Tetragon opracowało i w lutym 2015 roku opublikowało jego wspomnienia pod tytułem Z Warszawy do Warszawy. Zapiski cichociemnego w naukowym opracowaniu Juliusza S. Tyma .

## Okres inżynierski
Od października 1948 roku pracował w budownictwie przemysłowym w Polsce, uzupełniając wykształcenie saperskie i uzyskując dyplom inżyniera na Politechnice Warszawskiej w 1952 roku. Był długoletnim Naczelnym Inżynierem Warszawskiego Przedsiębiorstwa Budowy Elektrowni i Przemysłu „Beton-Stal” (przedsiębiorstwo zbudowało między innymi elektrociepłownie w Warszawie, Żerań i Siekierki, elektrownie w Adamowie, Koninie i Łodzi oraz elektrociepłownię w Kozienicach). W 1961 roku objął stanowisko dyrektora przedsiębiorstwa budownictwa przemysłowego „Stalbet”, a w styczniu 1964 roku. stanowisko naczelnego inżyniera generalnego wykonawstwa budowy Zakładów Azotowych w Puławach. Potem zajmował inne wysokie stanowiska w przedsiębiorstwach budowlanych do 1974 roku, kiedy przeszedł na emeryturę.

## Życie rodzinne
Był synem Stanisława i Amelii z domu Ruszczyńskiej. Miał czworo rodzeństwa, m.in. siostrę Marię Cetys, która zginęła w powstaniu warszawskim. Ożenił się w 1950 roku z Heleną z domu Komorowską, 1° voto Ostrowską. Był ojczymem Marka Ostrowskiego, polskiego dziennikarza. Pochowany na cmentarzu Powązkowskim (kwatera 153-4-22).

## Ordery i odznaczenia
- Krzyż Srebrny Orderu Virtuti Militari[2][8] dwukrotnie[potrzebny przypis][9]
- Krzyż Walecznych – trzykrotnie[2]
- Srebrny Krzyż Zasługi z Mieczami[2]
- Krzyż Oficerski Orderu Odrodzenia Polski (23 kwietnia 1979)[10]
- Krzyż Kawalerski Orderu Odrodzenia Polski
- Order Sztandaru Pracy II klasy,
- Złota Odznaka honorowa „Za Zasługi dla Warszawy”.